# 湖南地黄连
湖南地黄连（学名：Munronia hunanensis）为楝科地黄连属下的一个种。其种加词“hunanensis”意为“湖南的”。
现接受名为单叶地黄连（Munronia unifoliolata Oliv., 1887）。